# ひかりごけ事件
ひかりごけ事件（ひかりごけ じけん）は、1944年（昭和19年）5月に日本の北海道目梨郡羅臼町で発覚した死体損壊事件である。日本陸軍の徴用船（焼津港の徴用船）が難破し、真冬の知床岬で危機状態に置かれた船長が、船員の遺体を食べて生き延びた。
日本の歴史上、食人は幾度と発生したが、本件は「食人によって刑を科せられた初めての事件」とされる。日本の刑法には食人に関する規定が無いため、釧路地裁にて死体損壊事件として処理された。
名称は、本件を題材とした武田泰淳の短編小説『ひかりごけ』（1954年初出）に由来する。

## 経緯

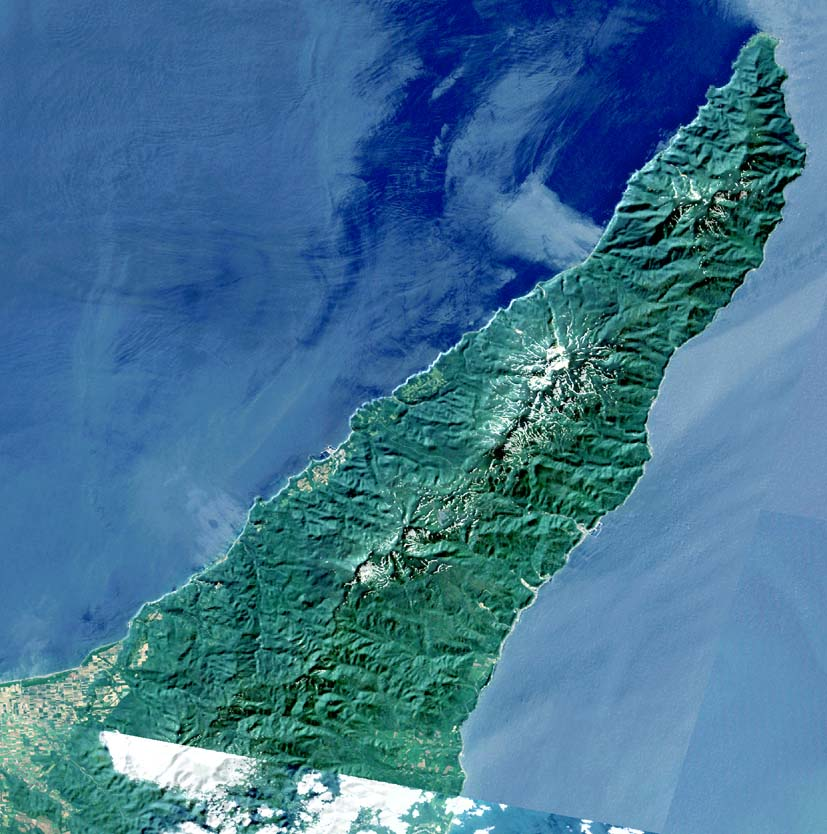
知床半島の衛星画像（2005年）
「ペキンノ鼻」はおよそ岬の先端部、北東側に位置する。

1943年（昭和18年）12月、日本陸軍の徴用船が7人の乗組員を乗せ、船体修理のため根室港から小樽市へ向かう途中、知床岬沖合で大シケに遇い、座礁した。
船員7名は岩肌の暗礁に漂着した船から退避、知床半島のペキンノ鼻に降り立ったが、真冬の北海道ということもあり、酷寒であった。徴用船の船長 （当時29歳）は、他の船員とはぐれたが、一軒の番屋に辿り着く。やがて、乗組員のうち最年少の船員（18歳）1人も番屋に吹雪の中たどり着いた。さらに2人は近場にあった、もう一軒の番屋に移動し、1か月以上をそこで過ごすが、極寒の中で体力を消耗し、食料もなく、18歳の船員は死亡、船長はその遺体を口にする。

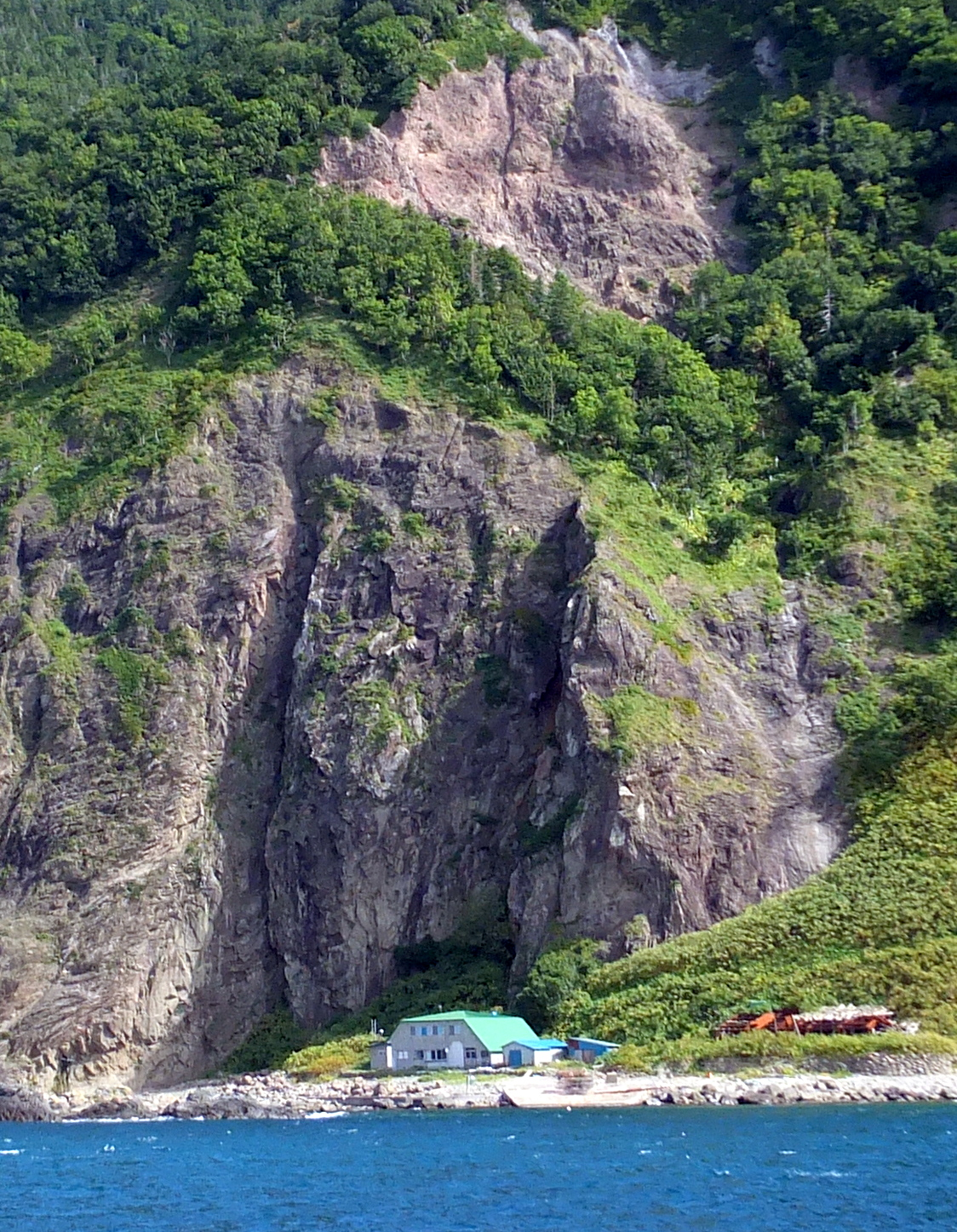
知床岬にある番屋の例（事件当時のものではない、2012年）

翌1944年（昭和19年）2月、船長が羅臼町岬町に住む漁民一家宅に現れ、助けを求める。知床岬の真冬の過酷さを知る住人の老夫婦は驚愕した。船長は「船が難破し、他の乗組員は全員死亡したが上陸地点近くの番屋に蓄えられていた食料（味噌、フキの漬物、ワカメなどの海草）や流れ着いたトッカリ（アザラシ）の肉を食べて生き延びた。」と述べた。吹雪の中、番屋にたどり着けたのは船長自身と、乗組員のうち炊事夫の男性1人だけであったと語った。番屋に置かれていたマッチで火を起こし、樽に残っていたわずかな味噌や塩で、味噌汁や塩汁にして食べたという。
船長が生還すると、船長は「奇跡の神兵」としてもてはやされた（ただし、船長は民間人の立場で徴用され、兵役には就いていない）。しかしながら、警察および軍部内で船長の言動あるいは生還の状況の不自然さから、食人を疑う者が出始め、一部の者による独自の内偵が進められた。
2月18日、警察は船長の漂着地であるペキンノ鼻の南で現場検証を行う。その際北側で、炊事夫の凍死体を発見・回収した。しかし、警察署長からは中止命令、上層軍部からも箝口令が出され、独自の捜査は中断させられた。5月、船長が一冬を越したとされる番屋の持ち主が、番屋近くでリンゴの木箱に納められた人の白骨を発見し、警察に通報した。警察による現場の再検証が行われ、ペキンノ鼻の北で新たに2人の遺体が回収された。見つからなかった残る2人についても食人が疑われた（しかし、船長は否定）。
6月、警察は殺人、死体遺棄および死体損壊の容疑で船長を逮捕。警察の調べに対し船長は、乗組員の1人の遺体を食べたことを認めたが、殺人は否認。検察は、船長を死体損壊容疑で起訴。刑法には「食人」についての規定がないため、食人の是非については裁判では問われなかった。8月、船長に対する心神耗弱が認められ、懲役1年の判決が下りた。
1954年（昭和29年）、武田泰淳は本事件をモチーフとした短編小説『ひかりごけ』を執筆し、新潮社の文芸雑誌『新潮』1954年3月号誌上にて発表した。この作品は、書籍としては同年7月刊行の同著『美貌の信徒』（四六判）に収録されたのが最初である。

## 風評
船長による食人の話は口伝えで広まったが、戦時下ということもあり、新聞報道は行われず、裁判記録も廃棄された。捜査記録も、戦後に発生した火災によって焼失したことから、事件の詳細が知られることはなく、逆にさまざまな憶測が流れることとなった。
戦後、『羅臼郷土史』に難破船事件として採録されるが、前述の関連資料喪失もあり、主に噂や伝聞をもとに構成されたもので、事実との整合性がどの程度あるのかは不明であった。武田泰淳が『羅臼郷土史』および現地の話をもとに小説『ひかりごけ』を著すと、その内容が事実として受け入れられることとなってしまった。
結果的に、船長が船員を次々と殺害して食べたという風評が流れることになった。

## 船長の心情
ジャーナリストの合田一道は、船長が1989年（平成元年）12月に亡くなるまで、15年間に及ぶ取材を続けた。その何度かの取材のたび、多くを語らず断片的にしか答えようとしない船長の発言をつなぎ合わせ、一冊の本を著すに至った。それによると、身体・精神的に極限へと追い詰められた船長は食人まで及んだが、なぜ食人に至ってしまったかは自身でも理解できなかったという。食人をしたことは認識しており、その際の様子は、はっきりと憶えていたという。また、閻魔大王に裁かれる恐ろしい夢も見たという。
生還した後、警察が船長の実家に訪れて来た際は「あのことだな」と、すぐに察したと言い、事情聴取が始まるとあっさりと食人を認めた。取り調べを行った検察官の話によると、「船長は言葉少なでした。なぜ食べたかという訊問にたいして船長は、横になっている○○（被害者）の屍を見ているうち、どうしても我慢できなくなり、股のあたりを包丁でそいで味噌で煮て食べた。その時の味は『いまだ経験したことのないほどおいしかった』と述べました。また、鉞で頭部を割り、脳みそを食べた時が『もっとも精力がついたような気がした』と述べています」。
船長は死体損壊罪で1年の実刑判決を受けたが、終始「人を食べるなどということをしている私が懲役1年という軽い罪で済まされるはずがない」と言い続け、その後、数十年間「自分は死刑でも足りない」と、その重い罪の意識を背負い続けた。周囲からは「あいつが人食いか」と言われることもあったが、船長は、それは事実であるからと黙っていたという。自殺を図り、崖から飛び降りたこともあった。共に番屋で過ごした船員に対する殺害の疑念について船長は、「たった二人しかいないところで、二人して励まし合って生きようとしてたのに。その大事な相手まで殺す必要がどこにあるのかね」、「なんで殺さなければならないの」と否定し、哀しげな表情をしたという。小説『ひかりごけ』の影響などもあり、「殺して食べた」という風評が世間に広まっても、それに反論しても仕方ないと船長は何も言えなかった。
船長は死の直前、ペキンノ鼻に再び向かうことを望んでいたが、叶わなかった。

## 関連作品
本件を扱った作品とその派生作品
- 小説『ひかりごけ』
武田泰淳の短編小説で、後半は2幕の戯曲になっている[5]。1954年（昭和29年）発表。新潮社（新潮文庫）刊行。初出は『新潮 1954年3月号誌上[1]。同年7月、『美貌の信徒』（四六判）に収録されている。
  - 改訂版：武田泰淳『ひかりごけ・海肌の匂い』（改版）新潮社〈新潮文庫〉、1964年1月1日。ASIN B000JAH5UO。
  - 改訂版：武田泰淳『ひかりごけ』（改版）新潮社〈新潮文庫〉、1964年1月28日。
  - 改訂版：武田泰淳『ひかりごけ』（改版）新潮社〈新潮文庫 た-10-3〉、2012年11月30日。ISBN 4-10-109103-X、ISBN 978-4-10-109103-7、OCLC 674580446。
  - 改訂版：武田泰淳『ひかりごけ・海肌の匂い』（改版）新潮社〈新潮文庫〉、2012年11月30日。
  - 演劇『ひかりごけ』 - 主催：劇団四季。1955年（昭和30年）7月初演のストレートプレイ。演出：浅利慶太。上記の小説の演劇化。[6]
  - 演劇『ひかりごけ 光蘚』 - 1972年（昭和47年）4月27日初演のオペラ。作曲：團伊玖磨。出演：平野忠彦（船長 役）、宍倉正信（船員五助 役）[7]、ほか。上記の小説の演劇化。[8][注 5]
  - 映画『ひかりごけ』 - 1992年（平成4年）公開の日本映画。監督：熊井啓。上記の小説の実写映画化。
  - 演劇『ひかりごけ』 - 2006年（平成18年）初演の演劇。演出：鐘下辰男。出演：水島弘[9]、ほか。上記の小説の演劇化。